# Спандарян, Сурен Спандарович
Сурен Спандарович Спандаря́н (Спандарьян; 3 [15] декабря 1882, Тифлис — 11 [24] сентября 1916, Красноярск) — российский революционер, армянский литературный критик и публицист.
Член РСДРП с 1901 года (большевик), член ЦК РСДРП и его Русского бюро (1912—1913).

## Биография
Родился 3 (15) декабря 1882 года в Тифлисе, в семье юриста, общественного деятеля и публициста С. А. Спандаряна (1849—1922), основателя и редактора консервативной газеты «Нор Дар» («Новый век»).
В 1902 году окончил 3-ю Тифлисскую гимназию и поступил на историко-филологический факультет Московского университета, затем перешёл на юридический факультет. Учась в университете, руководил кружком рабочих фабрики «Дукат», участвовал в студенческой демонстрации (1904). В связи с временным закрытием Московского университета некоторое время учился в Гейдельбергском университете. Возвратившись в Россию (1905), вёл партийную работу в Тифлисе, занимался вооружением боевых дружин в Москве, принимал участие в баррикадных боях на Пресне (декабрь 1905). По настоянию полиции был исключён с 3-го курса университета (1906).
Занимался организацией демонстраций и забастовок в Тифлисе, организовал нелегальную типографию в Елисаветполе (1906).
В 1911—1912 годах участвовал в подготовке VI (Пражской) конференции РСДРП будучи членом Российской организационной комиссии, был делегатом конференции от Баку. Его избрание делегатом сопровождалось впоследствии инсинуациями со стороны меньшевиков. На конференции выступил с отчётным докладом по Тифлису. Был избран членом ЦК и его Русского бюро.
18 марта 1912 года арестован в Баку, однако за прекращением дела освобождён 8 мая:141.
В конце мая вновь арестован — будучи проездом через Баку на его ж/д станции (по делу Е. Д. Стасовой и др.), осуждён в мае 1913 года в Тифлисе и приговорён к пожизненной ссылке в Сибирь, где 11 (24) сентября 1916 года умер от туберкулёза в красноярской больнице. Похоронен в Красноярске на Троицком кладбище.

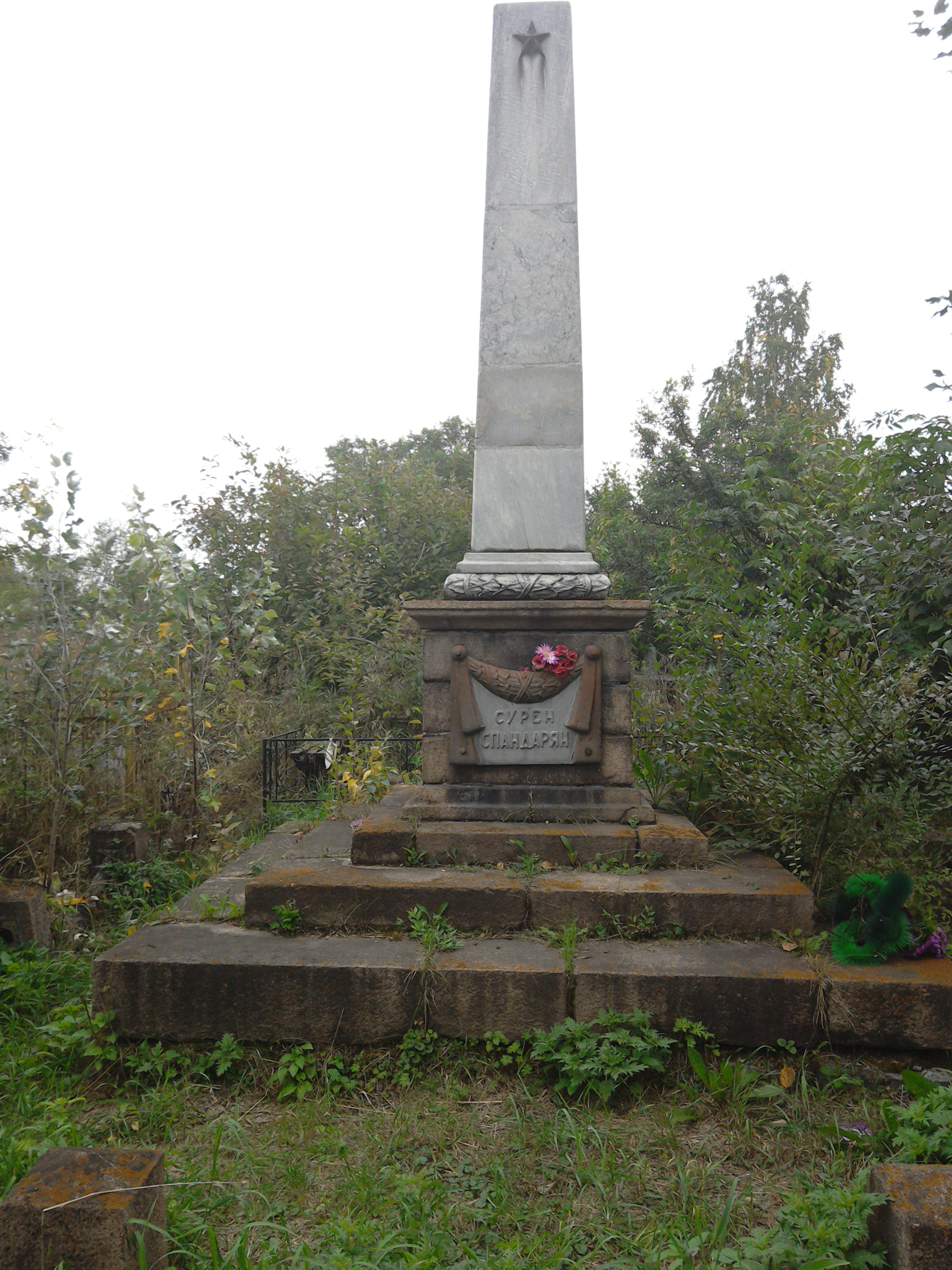
Могила Спандаряна С. С. 2018-09-09

По свидетельствам, был дружен со Сталиным. В ссылке на адрес Спандаряна приходила почта Сталину. По характеристике В. И. Ленина, Спандарян «работник был очень ценный и видный».

### Публицист
Начал печататься в 1906 году. Входил в состав редакций различных армянских газет: «Искра», «Новое слово», «Дни», «Бакинский пролетарий», сотрудничал в газете «Гудок» и в журнале «Волна» (1906—1908). Сотрудничал в санкт-петербургской газете «Звезда» (1911—1912).
Автор литературно-критических статей и работ по эстетике, о творчестве М. Горького, А. Акопяна и др. Высоко оценивал наследство В. Г. Белинского, А. И. Герцена, Н. Г. Чернышевского, Л. Н. Толстого, А. П. Чехова, Т. Г. Шевченко, А. М. Ширванзаде.
«Деятельность Спандаряна сыграла большую роль в развитии армянской марксистской эстетической мысли» (БСЭ). «Один из основоположников армянской марксистской литературной критики и эстетики»(Краткая литературная энциклопедия).

## Семья
Существует мнение, что фактической женой Спандаряна была Вера Швейцер.
Супруга — Ольга Вячеславовна (Ольга Вячеславовна Адамович, р. 1879, скончалась в 1971, член партии с 1904 года). 
- Дочь — Мария Суреновна Спандарян (1902—1945), оператор, помощник режиссера кинохроники, режиссер[12].
  - Правнук Марии Суреновны — публицист Дмитрий Ольшанский.
- Дочь — Анжелика Суреновна Спандарян (1904—1987). Ее муж — Анатолий Иванович Лангфанг (1903-1979), журналист, заместитель председателя Государственного комитета по телевидению и радиовещанию.
- Сын — Степан Суренович Спандарян (1906—1987), советский баскетболист, заслуженный мастер спорта СССР, заслуженный тренер СССР.
- Сын — Сергей Суренович Спандарян (1909—1980), полковник госбезопасности[13].

## Память
- Именем С. С. Спандаряна названа деревня Суренаван в Армении.
- Именем С. С. Спандаряна названа улица в Красноярске.
- Мемориальный дом-музей Я. М. Свердлова и С. С. Спандаряна (с. Туруханск, Красноярский край)
- Памятник в Ереване на площади Гарегина Нжде. До 1992 года его имя носила также сама площадь и станция метро.

В советское время имя Спандаряна носила улица в Баку (до этого — Пороховаля, ныне — Карабахская), улица в Ереване (ныне — Арама) и Спандарянский район г. Еревана (ныне часть Административного района Кентрон (Центр)).

## В культуре
В 1979 году был снят фильм «Ссыльный № 011» о последнем периоде жизни Сурена Спандаряна.

## Дополнительные факты
- Уликой к аресту в 1912 году С. С. Спандаряна послужила прокламация «За партию», написанная Сталиным, однако её автором тогда объявили Спандаряна. Впоследствии в 1940 г. она была опубликована в Ереване в сборнике трудов С. С. Спандаряна, Сталин её же «без всяких объяснений включил в своё собрание сочинений»[6]. См. также[5]:146.
- Среди большевиков-подпольщиков Спандарян имел репутацию бабника. В 1912 году в Баку ходила шутка, что все дети старше 3 лет похожи на Спандаряна[14].